# Ctenoplusia isospila
Ctenoplusia isospila là một loài bướm đêm trong họ Noctuidae.